# Posch (Linz)
Posch ist ein Ort im Linzer Feld an der Donau in Oberösterreich und Stadtteil und Katastralgemeinde von Linz, und gehört zum Stadtteil Pichling.

## Lage
Posch liegt im Nordosten des Bezirks Ebelsberg im Süden von Linz, an der Donau unterhalb der Einmündung der Traun.
Zu Posch gehören die Ortslagen Schwaigau und Traundorf. Im Norden grenzt Posch entlang der Donaumitte an Steyregg und Luftenberg, im Osten verläuft die Stadtgrenze zu Raffelstetten. Im Westen beziehungsweise Südwesten grenzt Posch an die Katastralgemeinden Ufer (teilweise zu Ebelsberg) sowie Pichling. Gegenüber Pichling verläuft die Grenze entlang der Oidenstraße und die Altau. Die Grenze zu Ufer wird ebenfalls von der Oidenstraße sowie vom Aumühlbach gebildet.
Die Katastralgemeinde Posch umfasst eine Fläche von 652 Hektar. Sie erstreckt sich von der Traunmündung donauabwärts bis vor Raffelstetten und in den Auen bis vor den Ausee. Einige Teile der Ortslage, an der Oidenstraße zwischen Falterweg und Westbahn, gehören zur Katastralgemeinde Pichling.
|                             | Steyregg ∗ (KG, Gem. Steyregg, Bez. Perg) Donau | Luftenberg (KG, Gem. Luftenberg a. d. D., Bez. Perg)                            |
| Traundorf Ufer (Stt. u. KG) | Kompassrose, die auf Nachbargemeinden zeigt     | Campingdorf Hohenlohe (Ortsch. Abwinden, Gem. Luftenberg a. d. D., Bez. Perg) ∗ |
|                             | Pichling (KG)                                   | Raffelstetten (Ortsch. u. KG, Gem. Asten, Bez. Linz-Land)                       |

∗  Das Campingdorf noch diesseits der Donau, donaugegenüber die Orte Pulgarn und Luftenberg

## Geschichte und Infrastruktur
Der Name von Posch entstammt dem Wort pasche (‚Gebüsch‘). Bereits 1283 wurde der Poschhof urkundlich erwähnt, es ist jedoch ungewiss, ob dieser Hof in Posch lag. Aus dem Jahr 1313 liegt jedoch eine Besitzurkunde vor, die sich auf einen Hof im heutigen Linzer Stadtteil bezieht. 1471 scheinen im Zehentregister des Stiftes Sankt Florian ein Hof und fünf Sölden des heutigen Posch als zehentpflichtig auf. 1566 werden acht Häuser im Untertänigkeitsverhältnis zur Herrschaft des Stiftes genannt. 1717 bestand Posch aus zwölf Häusern. Die Volkszählung 1934 hielt eine Einwohnerschaft von 112 Menschen in 17 Wohngebäuden fest.
Dabei wurde Posch von Pichling durch die Errichtung der Kaiserin Elisabeth-Bahn (Westbahn) 1860 getrennt, die beiden kleinen Ortslagen Anger (die Häuser nördlich von Pichling) und Oiden (direkt nordwestlich von Anger) wurden in ihrem Zusammenhang zerstört, deren Bauernhöfe sind heute durchwegs abgekommen.
Die Bautätigkeit wurde erst durch den Verkauf und die Parzellierung der zum Haus Posch 1 (ehemals Anger) gehörenden Gründe angekurbelt. In der Folge entstanden die Häuser entlang des Sperberwegs und der Schwaigaustraße. Die Bautätigkeit wurde 1954 nur kurzfristig durch ein Hochwasser unterbunden und führte zu einer relativ dichten Besiedelung von Posch. Die landwirtschaftlichen Flächen des Ortes werden von den Schwaigauer Bauern bewirtschaftet. In Posch selbst bestehen keine nennenswerten landwirtschaftlichen Betriebe mehr.
Ursprünglich gehörten wesentliche Teile von Posch zu Steyregg, im Zuge der Eingemeindung von Ebelsberg (zu dem Posch nach Schaffung der Ortsgemeinden 1851 gehört hatte) nach Linz 1938 wurde die Grenze der Katastralgemeinde jedoch zu Gunsten von Posch in die Mitte der Donau verschoben. Dafür liegt heute das Ortszentrum an der Oidenstraße in der Katastralgemeinde Pichling, diese Grenze läuft dort donaunäher am Falterweg (die Pfarrkirche St. Paul zu Pichling hingegen liegt in der Katastralgemeinde Posch). Insgesamt sind Posch, Traundorf und Pichling – bis auf die Trennung durch die Westbahn – heute gänzlich verwachsen.